# ジャングル叫女
ジャングル叫女（ジャングルきょうな、1991年4月1日 - ）は、日本の女性プロレスラー。愛知県名古屋市出身。至学館大学卒業。血液型B型。

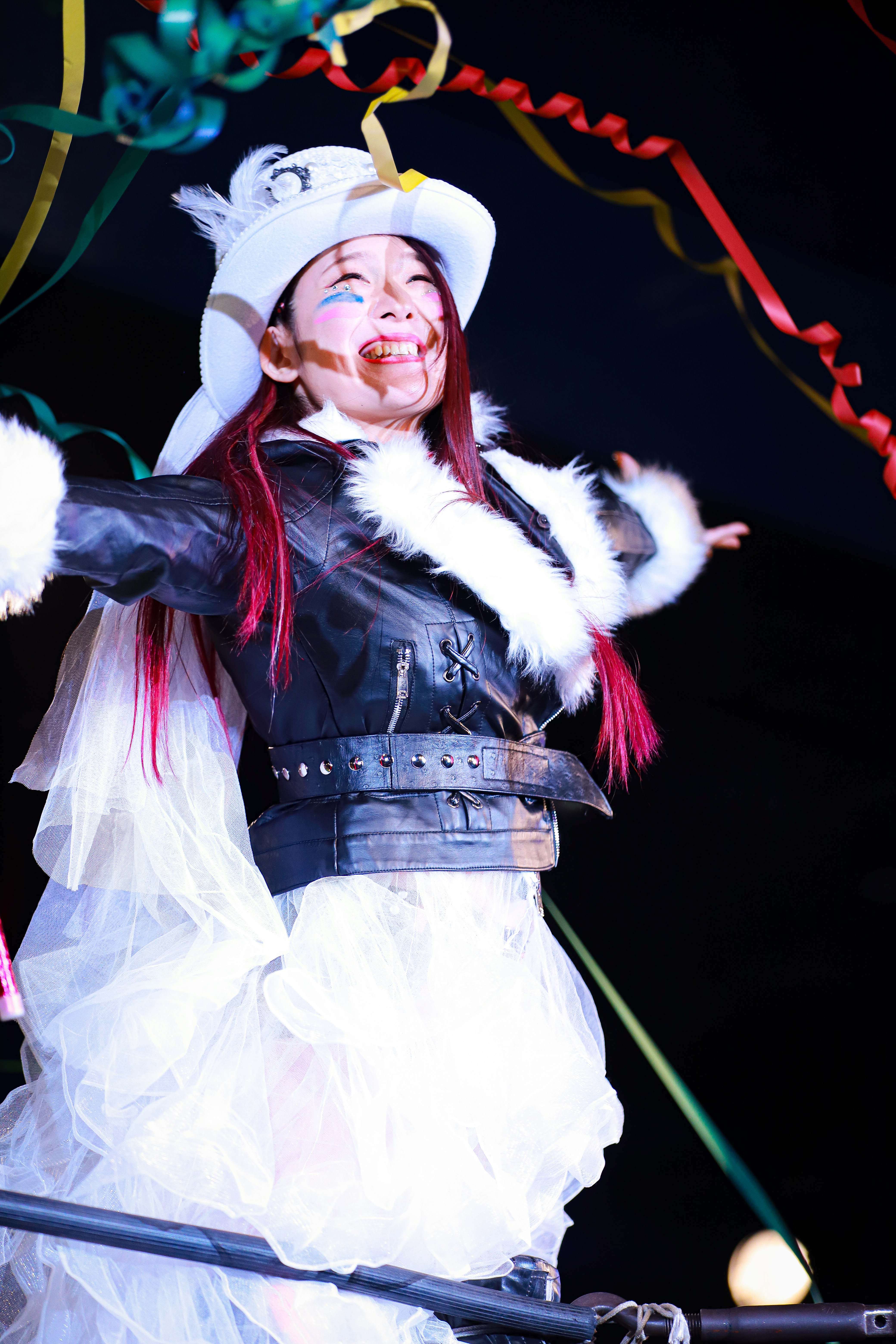
2023.04.14 NOMAD’S 新宿FACE大会 ジャングル叫女選手

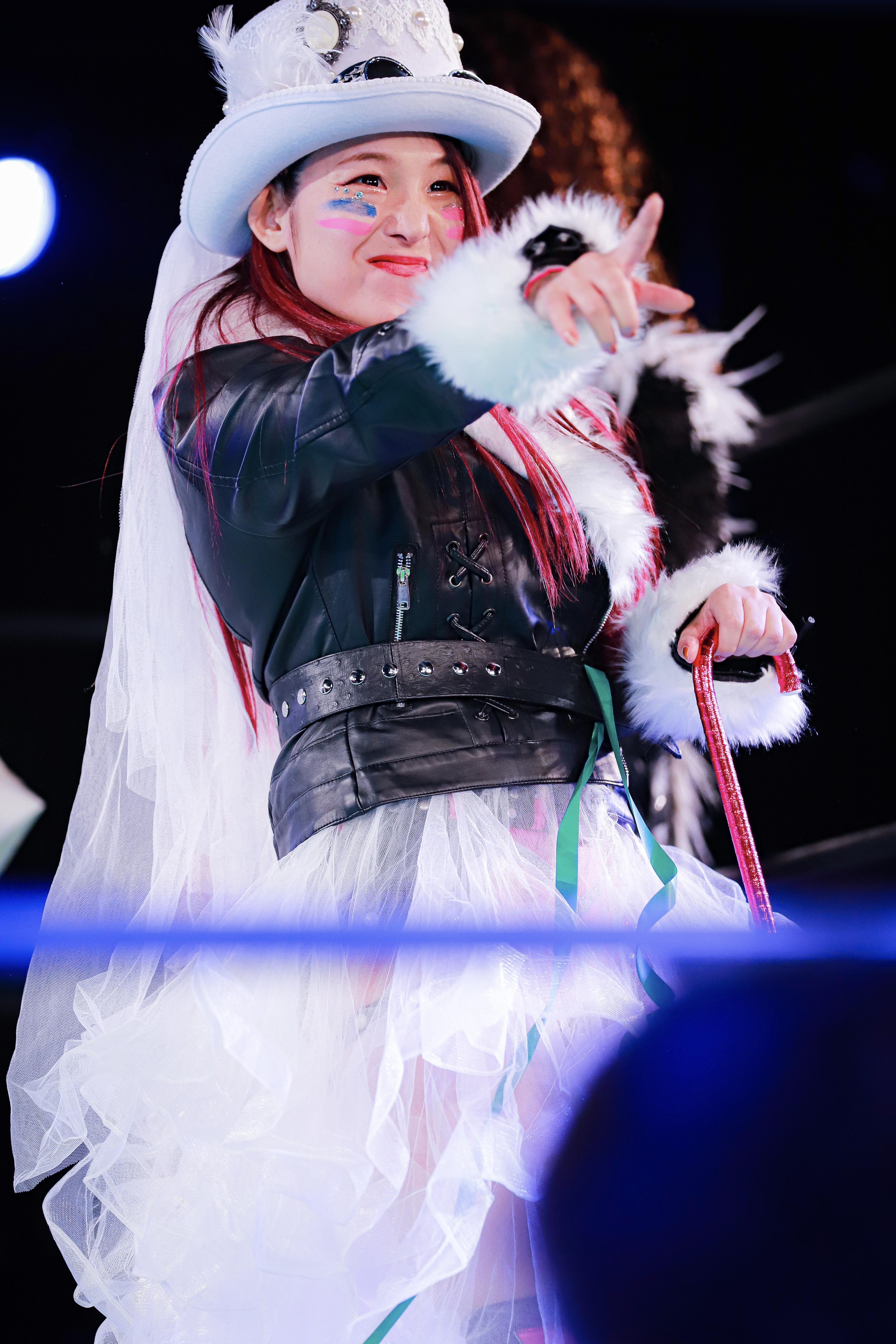
2023.04.14 NOMAD’S 新宿FACE大会 ジャングル叫女選手

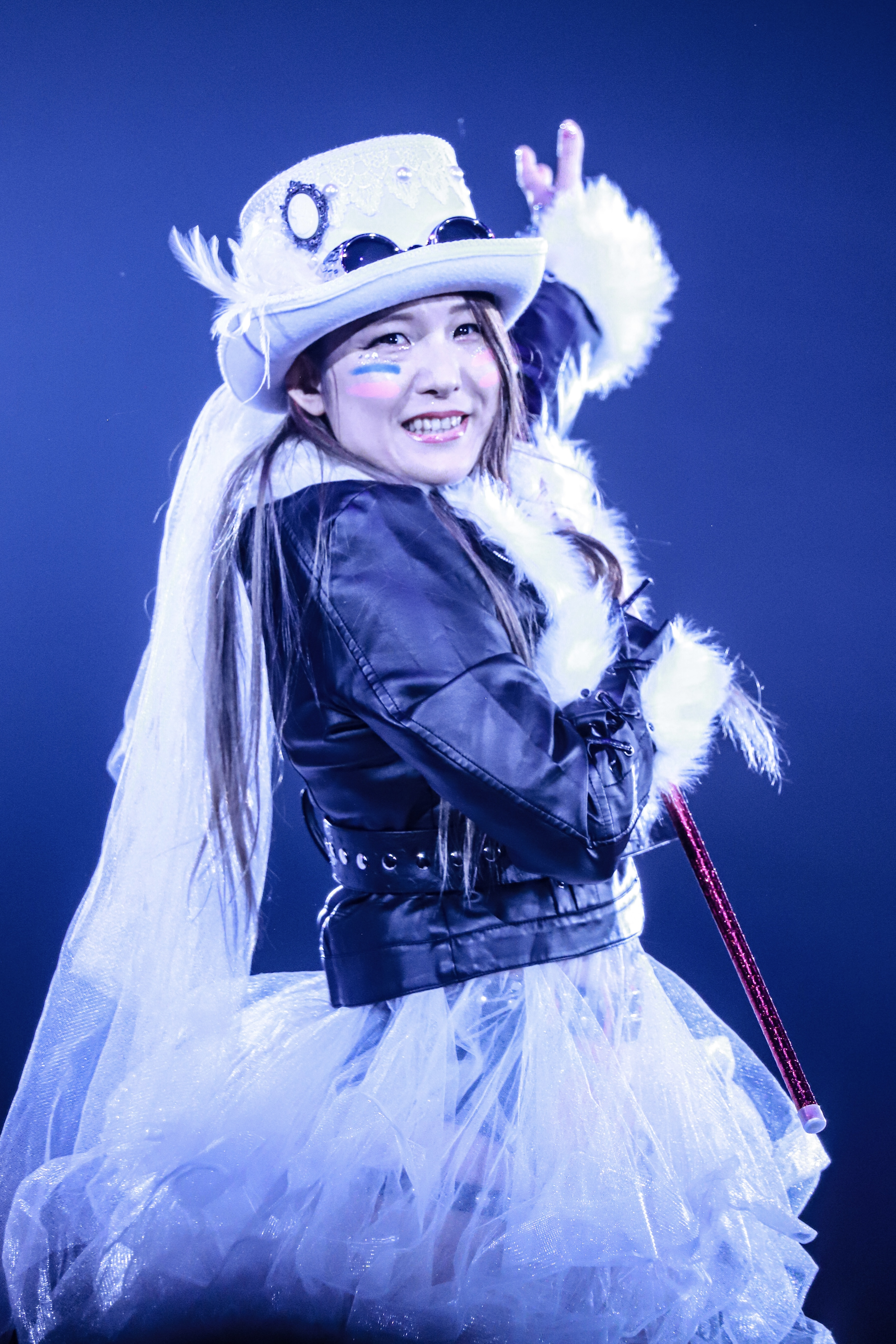
2023.01.22 Noah横浜アリーナ ジャングル叫女選手 復帰戦

## 所属
- スターダム（2015年 - 2021年）
- フリーランス（2022年 - ）

## 来歴
学生時代は陸上競技のハンマー投げと砲丸投げでインカレにも出場。室伏重信から指導を受けたこともある。
大学卒業後は青年海外協力隊員としてセネガルに2年間派遣され、現地で小学校の体育教員として活動した。
2015年7月に帰国し、青年海外協力隊の友人からプロレスを勧められ、8月にスターダム入門。

### スターダム時代
2015年
- 11月15日、後楽園ホール大会にて渡辺桃相手に入門3か月という異例のスピードでデビュー。ダイビング・ボディプレス→片エビ固めで年下ながら1年先輩の相手から勝利しデビューを飾った[2]。
- 12月6日、ルーキー・オブ・スターダム優勝[6]。

2017年
- 3月5日、名古屋国際会議場大会で、松本浩代と組んでゴッデス王座を奪取し初戴冠。ジャングルってるという新語を生み出し、刀羅ナツコや米山香織と共に、STARS（当時はスターダム正規軍）内に「チーム・ジャングルってる」を結成。

2018年
- 4月、スターダムドラフト会議で指名外 [注 1]だったため、STARSのリーダー・岩谷麻優に不信感[注 2]を持ち、5月6日のSTARSプロデュース大会で離脱。その後でジャングルの精神をこよなく愛する第4のユニット・JAN（元の「チーム・ジャングルってる」）を結成。

2019年
- 4月14日、新木場1stRING大会でのドラフト会議での負け残ったユニットが解散というオーバー・ザ・トップロープルールの5WAYバトルにJANの代表として出場も最後に負け残ったためJANは解散となった[7]。
- 4月21日、大阪市世界館大会の昼の部で木村花、小波等と共に「TOKYO CYBER SQUAD」を結成[8]。

2020年
- 7月24日、名古屋大会でのワールド・オブ・スターダム王座選手権で岩谷麻優に挑戦するも惜敗。
- 10月3日、横浜武道館のプロレスこけら落とし大会で小波と組んで大江戸隊の刀羅ナツコ＆鹿島沙希組を相手に敗者ユニット解散ノーDQマッチを行うも小波の裏切りに合い敗北。TCSは解散となった[9]。
- 10月4日、名古屋国際会議場大会で岩谷の勧誘で元TCSの吏南と共にSTARS復帰を果たす[10]。
- 10月7日、第10回GODDESSES OF STARDOMの開催会見で左膝前十字靭帯と右膝外側側副靭帯の断裂及び右肩・肩鎖関節完全脱臼の手術のため長期欠場することを発表[11]。しかし、1回目の手術が失敗し、再手術となったことが後に明らかになった[12]。

2021年
- 4月、木村花の死やケガによる長期欠場からプロレスに対しに前向きになれなかった自身を奮起させるため就職活動を始め、総合広告代理店メディックスエンタテインメントの代表取締役社長秘書に就いた。2022年5月の時点では、秘書部長の他スポンサー・マーケティンググループマネージャーを務めている[13]。
- 9月30日、スターダムからの退団を発表[14]。翌10月1日、個人事務所「ジャングルオフィス」を設立[15]。

### フリーランス
2022年
- 5月23日、後楽園ホールで行われた「木村花メモリアルマッチ バグース！」で、木村響子相手に復帰エキシビションを行う[16]。
- 7月、複数のアメリカの団体に出場することが発表された[17][18]。
- 8月5日、新宿FACEにて行われたフリーランスサミット『NOMADS' vol.2』に来場。NOMADS'参戦に向けて前向きな姿勢を見せた[19][12]。
- 9月10日、Jersey Championship Wrestlingでのマーシャ・スラモビッチ戦で復帰[20]。以降もアメリカを拠点にフリーランスとしてプロレスラー活動を行っている[12]。
- 10月25日に行われた「AEW Dark 165」で里歩相手にAEWマットデビューを果たす。

2023年
- 1月22日、プロレスリング・ノア「ABEMA presents GREAT MUTA FINAL " BYE-BYE"」にて日本復帰戦を行い（ジャングル叫女&安納サオリ対夏すみれ&雪妃真矢）、叫女が夏をフォールし勝利。特殊な興行を除き、それまで女子選手の参戦がなかったプロレスリング・ノアにて、初めて試合を行った女子プロレスラーとなった。試合後、IWGP女子王座に倣い「GHC女子王座」の新設を訴えた[21]。
- 2月21日、4月14日開催予定の「NOMADS’ vol.3」をもって左膝半月板の再手術及び治療のために無期限の休業をすることを発表した。復帰直前に2度目の手術も失敗したことが判明し、その失敗による後遺症が日常生活にも支障をきたす程の重症である為、半月板の再手術、並びに手術による後遺症の原因究明や治療が休業の理由とした[22][23]。
- 休業後は地方に移住し[24]、半月板部分切除手術を行い、膝の治療とリハビリを行っている[25]。

2025年
- 4月5日、マリーゴールド・KBSホール大会に姿を見せ、高橋奈七永に対し「最後の決断を高橋奈七永と試合をして決めたい」と対戦を要求[26]。

## 得意技
ハンマースロー式パワーボム
変形シットダウンパワーボム。うつ伏せ状態の相手を俵返しの体勢で逆さまに担ぎ上げ、さらにそこから背筋力で両肩までリフトアップし、その場で旋回してからシットダウンと同時に強烈にマットに叩きつける。
ジャングルバスター
キン肉バスター。
背中から落とすタイプでなく、オリジナルと同じくシットダウン式。

## タイトル歴
スターダム
- 第11代、第14代、第16代ゴッデス・オブ・スターダム王座
  - 第11代パートナーは松本浩代
  - 第14代パートナーは刀羅ナツコ
  - 第16代パートナーは小波
- 第15代、第17代、第19代アーティスト・オブ・スターダム王座
  - 第15代はwith松本浩代&米山香織
  - 第17代はwith刀羅ナツコ&米山香織
  - 第19代はwith木村花&小波
- 2015年ルーキー・オブ・スターダム優勝

## 入場テーマ曲
- ジャングルの叫び

## 人物
- 同ユニットに属するなどの接点が多いことから、木村花の盟友と呼ばれていた[16]。